# منصور النخلي
منصور سامي النخلي لاعب كرة قدم سعودي يلعب في نادي الطائي كمدافع.

## مسيرة اللاعب
لعب في الفئات السنية في نادي الأنصار وانتقل إلى نادي الطائي في عام 2023.